# Kokoro Aoki
Kokoro Aoki (japanisch 青木 心 Aoki Kokoro; * 9. Juni 2000 in der Präfektur Kanagawa) ist ein japanischer Fußballspieler.

## Karriere

### Verein
Kokoro Aoki erlernte das Fußballspielen in der Jugendmannschaft der JFA Academy sowie in der Universitätsmannschaft der Juntendō-Universität. Seinen ersten Vertrag unterschrieb er am 1. Februar 2023 bei Tegevajaro Miyazaki. Der Verein aus Miyazaki spielte in der dritten Liga, der J3 League. Sein Drittligadebüt gab Kokoro Aoki am 17. Juni 2023 (14. Spieltag) im Heimspiel gegen den FC Imabari. Bei dem 1:1-Unentschieden stand er in der Startelf und spielte die kompletten 90 Minuten. In seiner ersten Profisaison bestritt er 19 Drittligaspiele und ein Pokalspiel.

### Nationalmannschaft
Kokoro Aoki spielte 2017 zweimal in der japanischen U17-Nationalmannschaft.